# Pockkogel
Le Pockkogel est une montagne qui s’élève à 2 807 m d’altitude dans les Alpes de Stubai, en Autriche.